# Davina Michelle

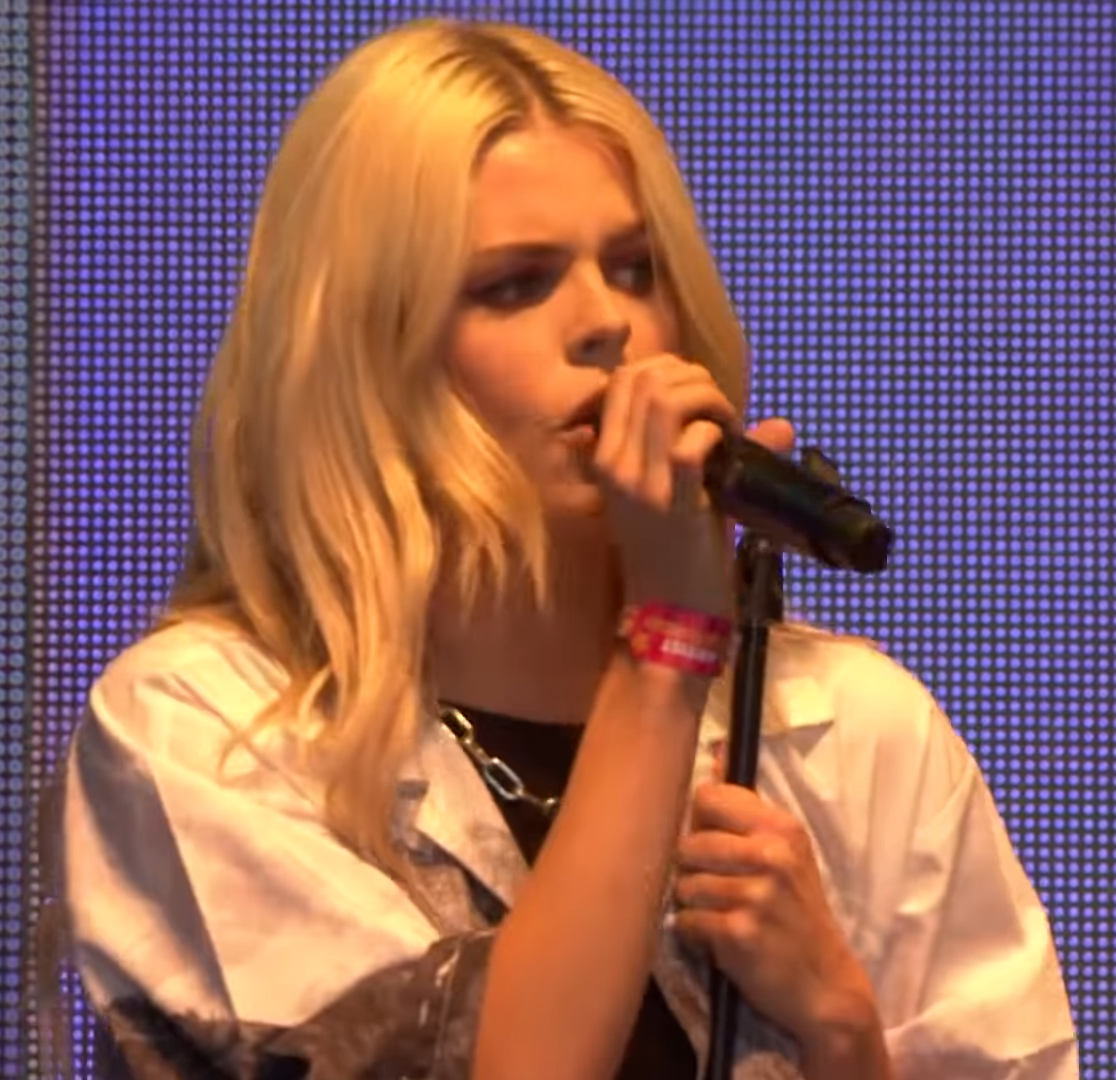
Davina Michelle, 2019

Michelle Davina Hoogendoorn (* 12. November 1995 in Rotterdam), bekannt unter ihrem Künstlernamen Davina Michelle, ist eine niederländische Sängerin und YouTuberin.

## Biografie
2016 nahm Hoogendoorn an der fünften Staffel der niederländischen Castingshow Idols teil; sie schied in der dritten Runde aus.
Im Februar 2017 startete sie ihren eigenen YouTube-Kanal unter dem Pseudonym Davina Michelle. Jede Woche lud sie ihre Coverversion eines englischen Songs hoch. Am 21. August 2017 veröffentlichte sie ihre Version des Hits What About Us? von Pink. Im Oktober schätzte Pink selbst in der Onlineausgabe der Zeitschrift Glamour Davinas Version besser ein als ihre eigene. Danach ging das Video viral, und Davina wurde in Fernsehshows in den Niederlanden und in den USA eingeladen. Im November 2020 hatte der Song über 18 Millionen Aufrufe auf YouTube, und Davinas YouTube-Kanal hatte 1,21 Millionen Abonnenten. Im August 2019 trat Davina im Vorprogramm von Pinks Auftritt in Den Haag auf.
2018 trat Davina mit dem Song Duurt te lang des Rappers Glen Faria (auch bekannt als MC Fit) in der Fernsehshow Beste Zangers auf. Die Aufnahme erreichte Platz eins der niederländischen Charts sowie Goldstatus.
Von den nachfolgenden Singles belegten Hoe het danst (2019, mit Marco Borsato & Armin van Buuren) und 17 miljoen mensen (2020, mit Snelle) ebenfalls erste Plätze. Im August 2020 kam Davinas erstes Album My Own World auf den Markt.

## Diskografie

### Alben
| Jahr | Titel        | Höchstplatzierung, Gesamtwochen, AuszeichnungChartsChartplatzierungen (Jahr, Titel, Platzierungen, Wochen, Auszeichnungen, Anmerkungen) | Anmerkungen                              |
| Jahr | Titel        | NL | Anmerkungen                              |
| ---- | ------------ | --- | ---------------------------------------- |
| 2020 | My Own World | NL4 Gold · (12 Wo.)NL | Erstveröffentlichung: 21. August 2021    |
| 2024 | Higher       | NL23 (3 Wo.)NL | Erstveröffentlichung: 27. September 2024 |

### Singles
| Jahr | Titel Album             | Höchstplatzierung, Gesamtwochen, AuszeichnungChartsChartplatzierungen (Jahr, Titel, Album, Platzierungen, Wochen, Auszeichnungen, Anmerkungen) | Anmerkungen                                                              |
| Jahr | Titel Album             | NL | Anmerkungen                                                              |
| ---- | ----------------------- | --- | ------------------------------------------------------------------------ |
| 2018 | Duurt te lang –         | NL1 ×5Fünffachplatin · (27 Wo.)NL | Erstveröffentlichung: 6. Oktober 2018                                    |
| 2019 | Skyward My Own World    | NL7 Platin · (24 Wo.)NL | Erstveröffentlichung: 15. März 2019                                      |
| 2019 | Hoe het danst –         | NL1 ×3Dreifachplatin · (30 Wo.)NL | Erstveröffentlichung: 28. Juni 2019 mit Marco Borsato & Armin van Buuren |
| 2019 | Better Now My Own World | NL19 Gold · (15 Wo.)NL | Erstveröffentlichung: 9. August 2019                                     |
| 2020 | Beat Me My Own World    | NL9 Platin · (21 Wo.)NL | Erstveröffentlichung: 27. Februar 2020                                   |
| 2020 | 17 miljoen mensen –     | NL1 Platin · (12 Wo.)NL | Erstveröffentlichung: 23. März 2020 mit Snelle                           |
| 2020 | My Own World            | NL17 (15 Wo.)NL | Erstveröffentlichung: 8. Juli 2020                                       |
| 2020 | Liar My Own World       | NL39 (3 Wo.)NL | Erstveröffentlichung: 20. November 2020                                  |
| 2021 | Nobody Is Perfect –     | NL26 (11 Wo.)NL | Erstveröffentlichung: 19. März 2021                                      |
| 2021 | Sweet Water –           | NL13 Gold · (12 Wo.)NL | Erstveröffentlichung: 18. Mai 2021                                       |
| 2021 | Hold On Higher          | NL13 Gold · (18 Wo.)NL | Erstveröffentlichung: 10. September 2021 mit Armin van Buuren            |
| 2021 | Hyper –                 | NL20 (8 Wo.)NL | Erstveröffentlichung: 17. Dezember 2021                                  |
| 2022 | I Love Me More –        | NL34 (9 Wo.)NL | Erstveröffentlichung: 8. September 2022                                  |
| 2022 | January Without You –   | NL30 (3 Wo.)NL | Erstveröffentlichung: 9. Dezember 2022                                   |
| 2023 | Heartbeat Higher        | NL16 Gold · (20 Wo.)NL | Erstveröffentlichung: 5. Januar 2023                                     |
| 2023 | 17 –                    | NL26 (9 Wo.)NL | Erstveröffentlichung: 3. November 2023                                   |
| 2024 | I Said No Sir Higher    | NL34 (4 Wo.)NL | Erstveröffentlichung: 15. März 2024                                      |
| 2024 | I Won’t Let Go Higher   | NL13 (17 Wo.)NL | Erstveröffentlichung: 27. September 2024                                 |

Weitere Singles

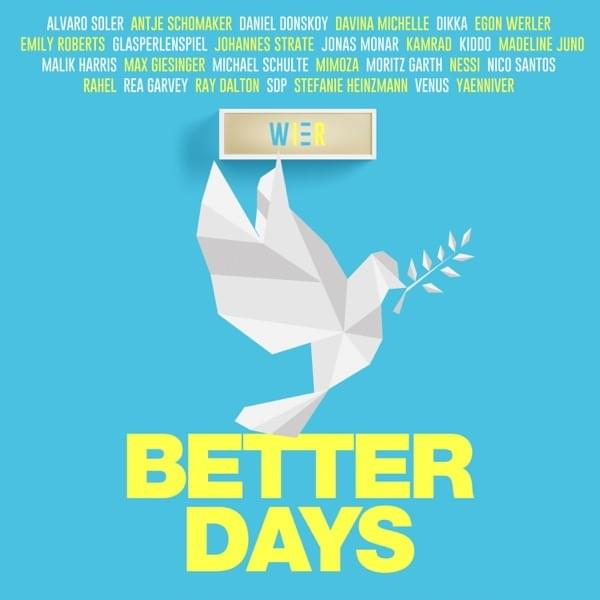
Frontcover zu Better Days.

- 2019: Voorbij (mit Tino Martin; NL: Platin)
- 2022: No Angel
- 2022: Better Days (als Teil von Wier)
- 2023: Dating the Devil
- 2024: All Is Ours